# Another Perfect Day (ER)
Another Perfect Day is de zevende aflevering van het eerste seizoen van de televisieserie ER, die voor het eerst werd uitgezonden op 3 november 1994.

## Verhaal
Na een stressvolle traumabehandeling kussen Dr. Ross en Hathaway elkaar, dit geeft hoop bij Dr. Ross. Deze hoop is van korte duur als Hathaway bekendmaakt om met Dr. Taglieri samen te gaan wonen.
Carter heeft een goede dag in het ziekenhuis wanneer Dr. Greene hem succesvol begeleidt in een moeilijke procedure.
Dr. Lewis voelt zich opgelaten als haar zus Chloe stomdronken op haar werk verschijnt, om haar te feliciteren met haar verjaardag.
Dr. Benton voelt zich niet geroepen om een jong bendelid te begeleiden, dit op verzoek van Haleh. Ondertussen is hij in een strijd verwikkeld met Dr. Langworthy voor een prestigieuze beurs.

## Rolverdeling

### Hoofdrol
- Anthony Edwards - Dr. Mark Greene
- Christine Harnos - Jennifer Greene
- George Clooney - Dr. Doug Ross
- Sherry Stringfield - Dr. Susan Lewis
- Kathleen Wilhoite - Chloe Lewis
- Eriq La Salle - Dr. Peter Benton
- John Terry - Dr. David 'Div' Cvetic
- Rick Rossovich - Dr. John 'Tag' Taglieri
- Tyra Ferrell - Dr. Sarah Langworthy
- William H. Macy - Dr. David Morgenstern
- Pierre Epstein - Dr. Bradley
- Noah Wyle - John Carter
- Julianna Margulies - verpleegster Carol Hathaway
- Conni Marie Brazelton - verpleegster Connie Oligario
- Yvette Freeman - verpleegster Haleh Adams
- Ellen Crawford - verpleegster Lydia Wright
- Deezer D - verpleger Malik McGrath
- Abraham Benrubi - Jerry Markovic

### Gastrol
- Andrea Parker - Linda Farrell
- Christian Coleman - Mookie 'Slice' James
- Mike Genovese - agent Al Grabarsky
- Kevin Michael Richardson - Patrick
- Oscar Jordan - Cullen
- Rick Marzan - Camacho
- Kathryn Graf - Mrs. Adler
- Robert Rigamonti - Mr. Adler
- Gary Kohn - Billy

en vele andere